# Uromunna acarina
Uromunna acarina är en kräftdjursart som först beskrevs av Miller 1941.  Uromunna acarina ingår i släktet Uromunna och familjen Munnidae. Inga underarter finns listade i Catalogue of Life.